# Nassellaria
Nassellaria es un grupos de radiolarios solitarios con una cápsula central ovalada y un poro de gran tamaño o varios pero concentrados en uno de los polos. El esqueleto, cuando presente, está constituido por varios segmentos alineados en tono a un eje (simetría axial), que se suelen denominar cabeza, tórax, abdomen y postabdomen.

## Galería

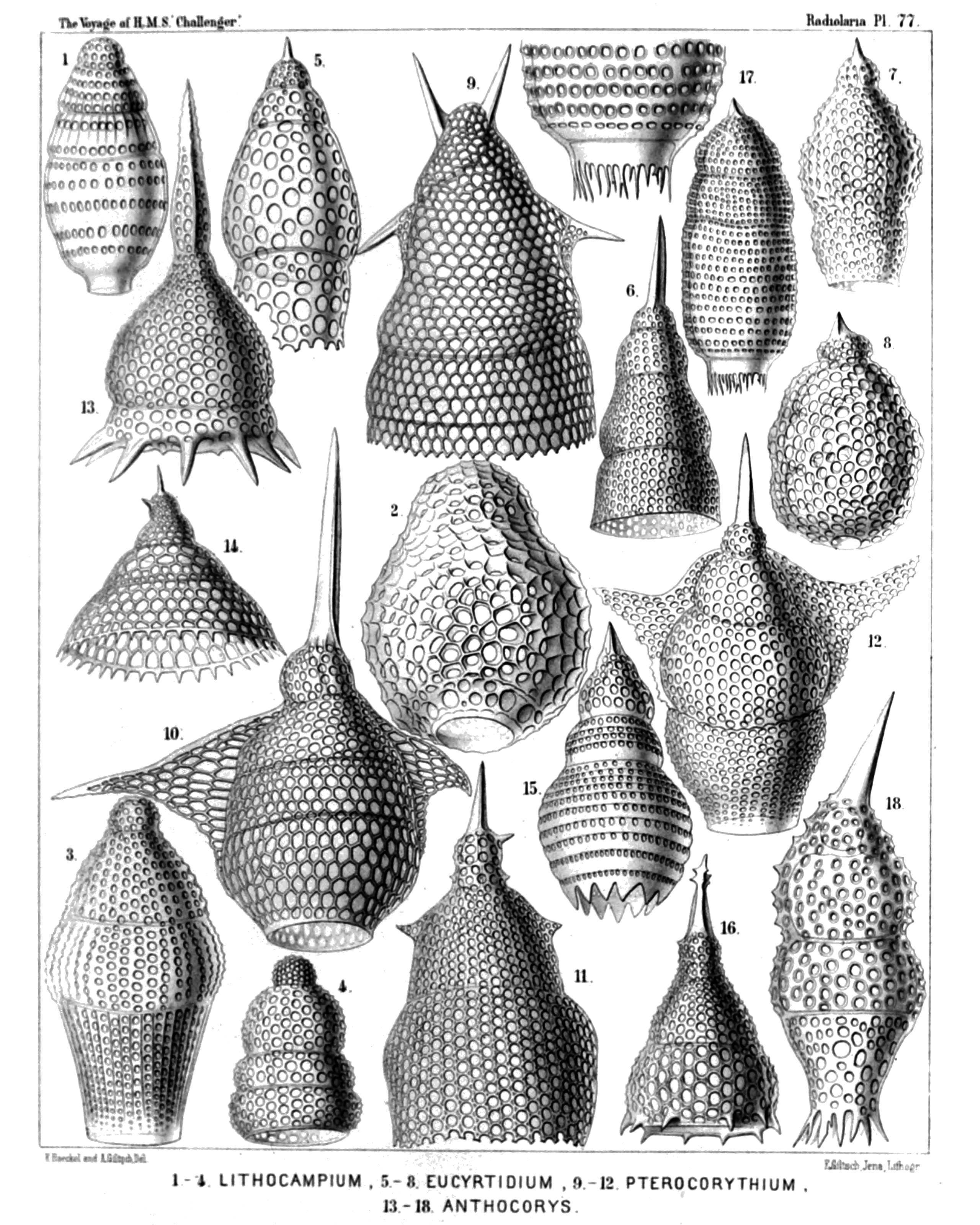
Variedad de Nassellaria (Haeckel 1887)
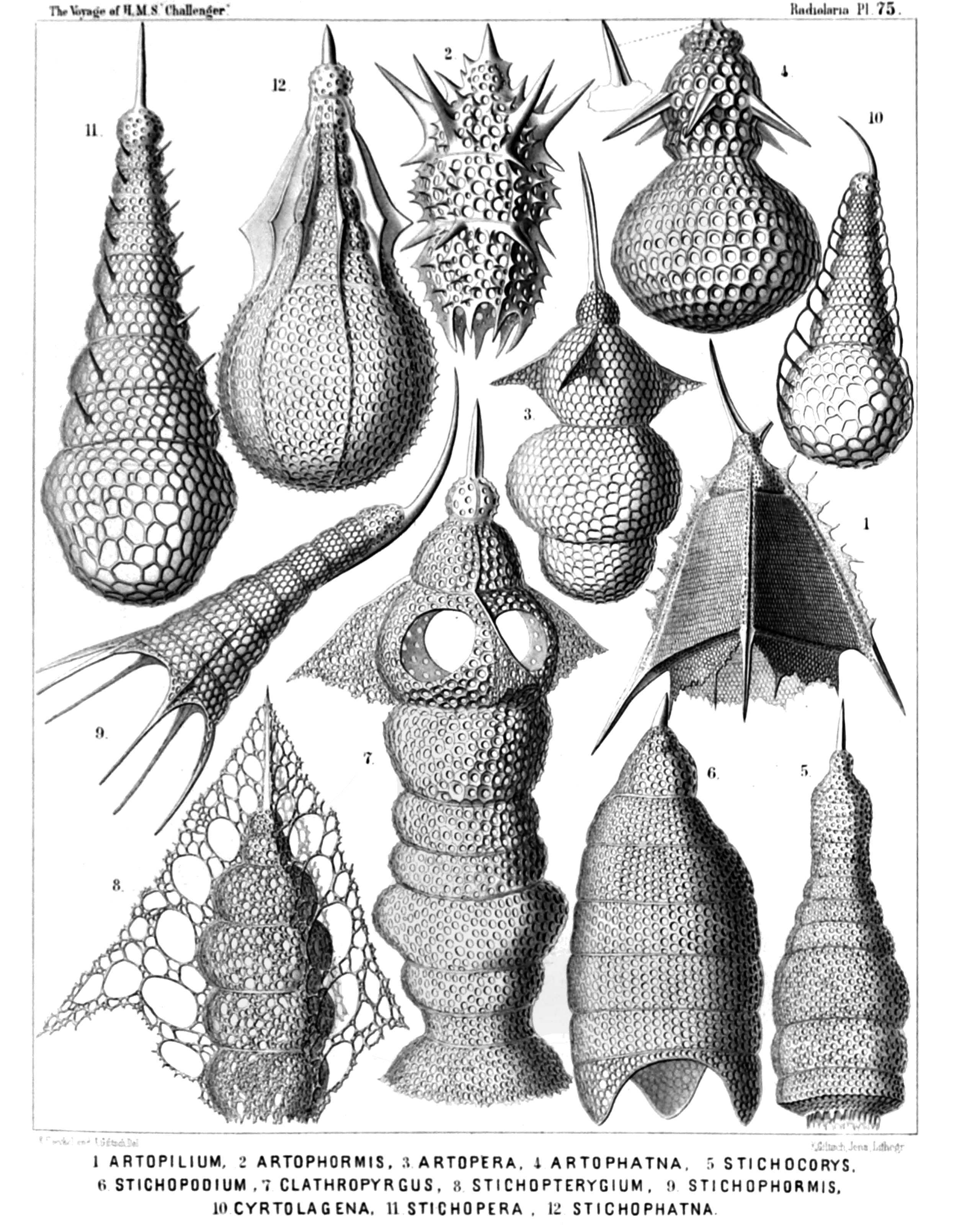
Theoperidae
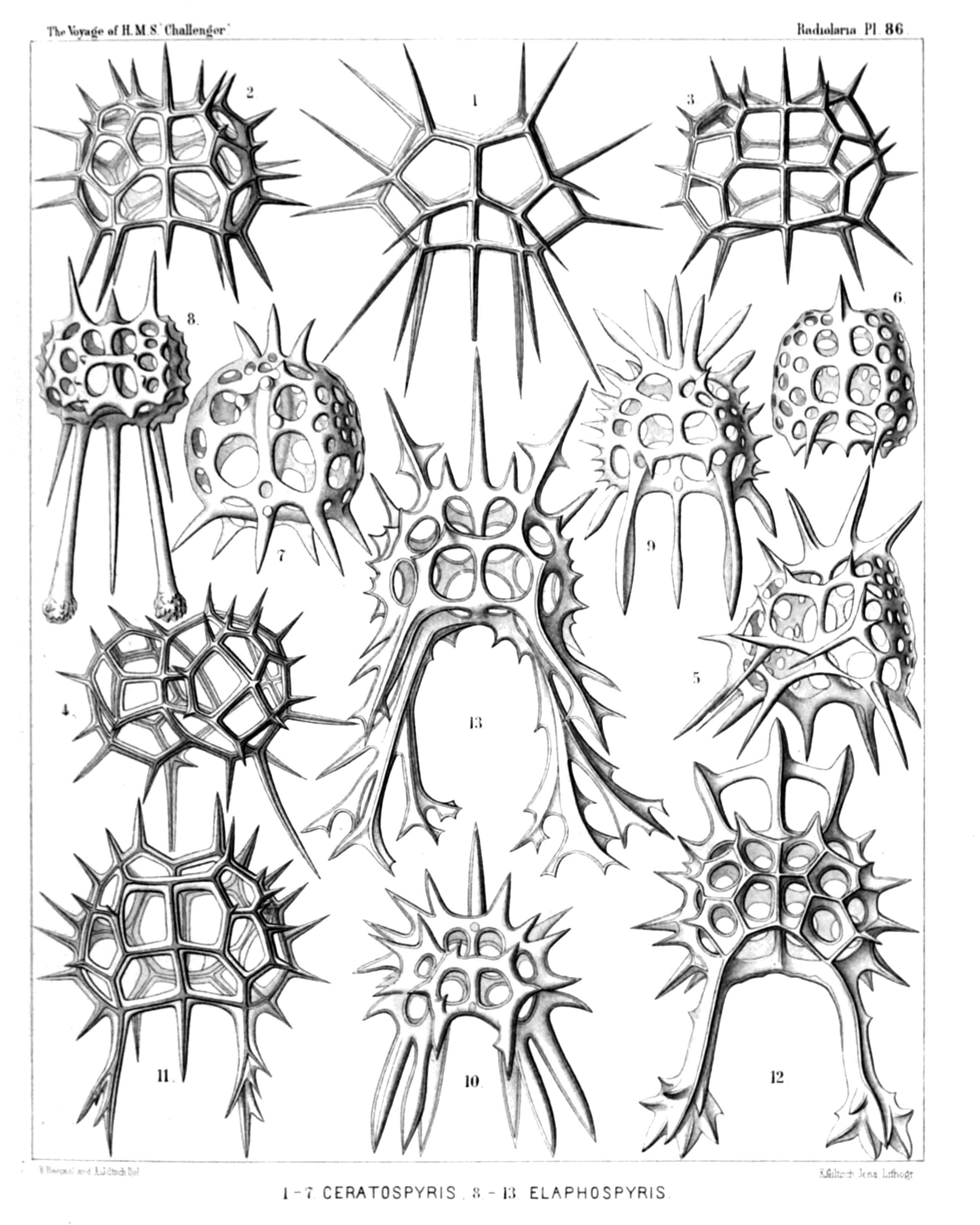
Trissocyclidae